# Pont sur la Benoué
Le pont sur la Bénoué est un pont routier en béton reliant les deux rives de la rivière Benoué à Garoua au nord du Cameroun, mis en service en 1971.

## Historique
| \| 500 km1:16 991 000 \| 1ier Pont (1830 m) 2ième Pont (756 m) Mungo (400 m) Pt Allemand (? m) Edéa (??? m) Ebebda (1020 m) Dibamba (??? m) Nyong (??? m) Kousseri (230 m) Benoué (405 m) Natchigal (??? m) Cross River(1500 m) Touraké(140 m) Bongor (600 m) |
| 500 km1:16 991 000 |

| 500 km1:16 991 000 |

| Ponts existants                                              |
| Ponts en chantier/projet                                     |
| (1911, 1020 m) (Année de construction, longueur (en mètres)) |

Le pont sur la Benoué est construit en fin 1969 et inauguré en 1971.
Il se trouve à faible distance du troisième port du Cameroun qui se trouve à Garoua. Il est la porte de sortie de la ville vers le sud pour aller à Ngaoundéré.
Le pont relie et fluidifie les deux tronçons routiers Ngaoundéré-Garoua et Garoua-Maroua. Il a été financé par le premier Fonds européen de développement (FED). Son financement avait été décidé en octobre et novembre 1962.
Le pont sur la Benoué à Garoua a été inauguré le 10  janvier  1971 par  Amadou  Ahidjo, en présence du ministre des Transports  Vincent  Eton et des personnalités de l'organisme de financement; dont M. Deniau de la Commission des Communautés européennes et  M. Krohn, de l'agence d'Aide  au Développement. La  traversée de la Benoué  constituait un goulot à l'entrée  de Garoua sur la grande voie de communication N1 vers le Sud  du  Cameroun.

À cet endroit, la Benoué était traversée  sur  un radier en saison sèche  et   par un bac en saison  des  hautes  eaux. La capacité du bac ralentissant extrêmement la circulation. L'ouvrage est    financé par  le  Fonds  Européen de  Développement. Les études ont fixé le coût  d'exécution à environ 460 millions C.F.A. Pour un cout final de 395 à 400 millions de Fcfa. Les  délais  pour  la  construction étant de 22 mois, à partir du 12 mars 1969, qui est la date de commencement  des travaux. 

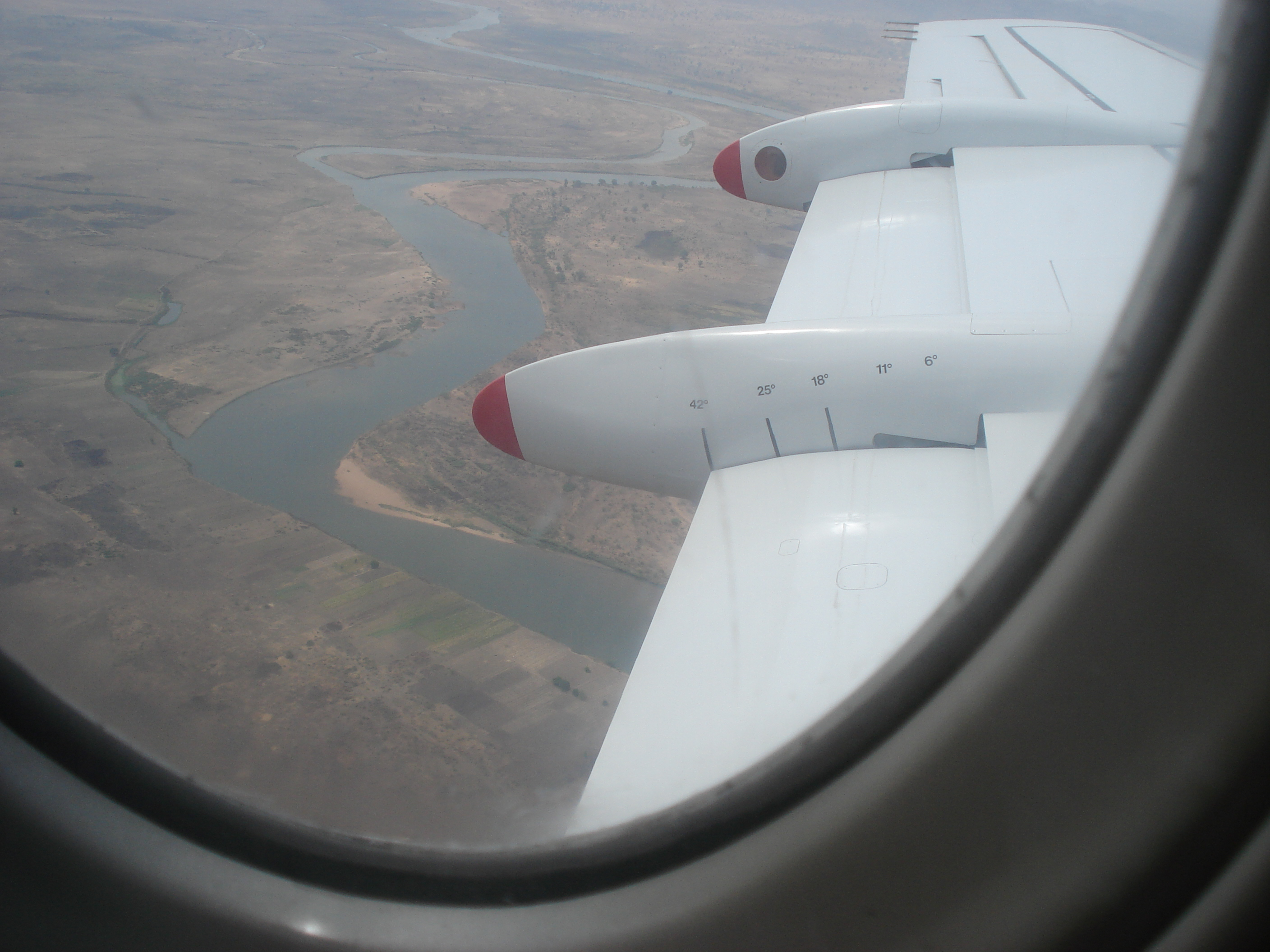
Vue aérienne de la rivière Benoué (2009)

## Caractéristiques
Le pont est long de 405 mètres et large de 7,5 mètres.
Le pont contient un tablier reposant sur des piles.
Le tablier est fait de deux poutres latérales. Celles-ci supportent une dalle de roulement en béton armé. Le pont est bordé de deux structures avec des corniches qui sont surmontées de garde-corps.
Les poutres en béton armé de hauteur 2,00 m comportent 12 travées de 33,80 mètres chacune, le pont ayant une longueur totale de 405,60 mètres. Des entretoises lient transversalement les poutres tous les 10,78 mètres. La largeur totale est de 8 mètres, avec :
- 02 voies de circulation de 3,00 mètres
- 01 trottoir de 0,80 m sur chaque côté